# تاکومی کییوموتو
تاکومی کییوموتو (انگلیسی: Takumi Kiyomoto؛ زادهٔ ۷ ژوئن ۱۹۹۳) بازیکن فوتبال اهل ژاپن است.